# Distretto di Akbugdaý
Il distretto di Akbugdaý è un distretto del Turkmenistan, situato nella provincia di Ahal. Ha per capoluogo la città di Akbugdaý.